# Heinrich Müller-Miny
Heinrich Müller-Miny (* 17. März 1900 in Eschweiler; † 26. März 1981 in Remagen) war ein deutscher Geograph.

## Leben
Müller-Miny besuchte von Ostern 1910 bis Juni 1918 das Städtische Gymnasium in Eschweiler, diente nach der Notreifeprüfung und der Einberufung zum Heeresdienst von Juni bis November 1918 als Rekrut beim Ersatz-Bataillon des Landwehr-Infanterie-Regiments 29 und studierte ab Februar 1919 Geographie, Geologie und Volkswirtschaft in Köln, Heidelberg und Bonn. Nach seiner Promotion im Mai 1923 bei Franz Thorbecke in Köln zum Dr. phil. war er ab Oktober 1926 als Assistent zunächst von Alfred Philippson und dann von Leo Waibel bis 1932 am Geographischen Institut der Universität Bonn tätig.
Zum 1. Mai 1933 trat er der NSDAP bei (Mitgliedsnummer 2.138.778). Anschließend widmete er sich der mit jahrelangen Geländestudien einhergehenden Arbeit an einer agrargeographischen Habilitationsschrift, die von der Deutschen Forschungsgemeinschaft durch ein einjähriges Stipendium unterstützt und im November 1936 inhaltlich abgeschlossen und bei der Universität Köln eingereicht wurde. Im April 1937 wechselte er als zunächst kommissarischer und ab Herbst 1938 planmäßiger Dozent für Erdkunde und Methodik des Heimat- und Erdkundeunterrichts an die Hochschule für Lehrerbildung Trier, die im Frühjahr 1941 aufgelöst wurde. Im Januar 1941 wurde er in Köln zum Dr. habil. mit venia legendi für Geographie habilitiert.
Während des Zweiten Weltkriegs wurde Müller-Miny im Oktober/November 1941 als Sachgebietsleiter an die neu gegründete Abteilung für Landeskunde unter Leitung von Emil Meynen beim Reichsamt für Landesaufnahme in Berlin berufen und war zudem Lehrbeauftragter und 1944/45 Dozent neuer Ordnung am Geographischen Institut der Reichsuniversität Posen im besetzten Polen; gegen Kriegsende leitete er bis März 1945 in Stellvertretung des in Berlin universitär gebundenen Meynens die Ausweichstelle Worbis der Abteilung für Landeskunde.
Nach seiner Entlassung aus der Kriegsgefangenschaft war er nach zeitweiligem Wohnsitz in Lindlar und einer vorangegangenen Tätigkeit als freier Mitarbeiter ab April 1952 Referent (ab 1954 mit der Amtsbezeichnung Wissenschaftlicher Rat) in der mehrfach umbenannten Bundesanstalt für Landeskunde in Remagen, dann ab 1959 in Bad Godesberg, und nach seiner Pensionierung im Jahre 1965 zuletzt von 1974 bis 1981 Honorarprofessor für Geowissenschaften und Geographie an der Technischen Hochschule Darmstadt. Müller-Miny lebte seit seiner Anstellung bei der Bundesanstalt für Landeskunde in Remagen, wo er auch seinen Ruhestand verbrachte.

## Mitgliedschaften
- Reichsarbeitsgemeinschaft für Raumforschung (gegründet 1935)[3]
- Gesellschaft für Erdkunde zu Berlin (ab 1941)[13]
- Gesellschaft für Rheinische Geschichtskunde (ab 1966)[3]

## Schriften
- Moderne Industrien im tropischen Afrika. Eine wirtschaftsgeographische Studie (= Alfred Hettner (Hrsg.): Geographische Schriften, Heft 3). B. G. Teubner, Leipzig 1928. [Neubearbeitung und Erweiterung einer Dissertation]
- Bonn. Eine stadtgeographische Skizze. In: Festschrift für Alfred Philippson zu seinem 65. Geburtstag. B.G. Teubner, Leipzig 1930, S. 137–156.
- Morphologische Beobachtungen im Bergischen und Sauerland. In: Petermanns Geographische Mitteilungen, 77. Jahrgang, Heft 9/10 (September/Oktober 1931), S. 228–233.
- Die Abbildung der Erdoberfläche in der Ebene. In: Alfred Philippson: Grundzüge der allgemeinen Geographie. Band 1, 2., neubearbeitete Auflage, Akademische Verlagsgesellschaft, Leipzig 1933.
- Gartenbau und Landesplanung; auf Grund von Untersuchungen über die rheinischen Gartenbaulandschaften. In: Konrad Meyer (Hrsg.): Volk und Lebensraum. Forschungen im Dienst von Raumordnung und Landesplanung. Band 1, Kurt Vowinckel Verlag, Heidelberg 1938, S. 315–326.
- Die linksrheinischen Gartenbaufluren der südlichen Kölner Bucht: im besonderen die des Vorgebirges im Kartenbild (= Paul Ritterbusch (Hrsg.): Berichte zur Raumforschung und Raumordnung, Band 5). K. F. Koehler, Leipzig 1940. (zugleich Habilitationsschrift Universität Köln, 1941)
- Beitrag zur Terminologie des Gartenbaus. In: Hans Schrepfer, Emil Hinrichs (Hrsg.): Zeitschrift für Erdkunde, 9. Jahrgang, Heft 7/8 (April 1941), Verlag Moritz Diesterweg, Frankfurt am Main 1941, S. 246–249.
- Studien über den Feldgemüsebau der Kreise Braunschweig und Wolfenbüttel. In: Abteilung für Landeskunde im Reichsamt für Landesaufnahme (Hrsg.): Berichte zur Deutschen Landeskunde. 1. Band, 1. Heft (Oktober 1941), Verlag S. Hirzel, Leipzig 1941, S. 15–17. [Besprechung von Helmut Wöbeking: Der Feldgemüsebau der Kreise Braunschweig und Wolfenbüttel. Gerhard Stalling, Oldenburg i.O. 1939]
- Natur und Kultur des Landes an der mittleren Warthe im Luftbild (= Landeskundliche Luftbildauswertung im mitteleuropäischen Raum, Heft 1). Selbstverlag des Amtes für Landeskunde, Remagen 1952.
- Das Land an der mittleren Warthe in seiner naturräumlichen Gliederung (= Forschungen zur deutschen Landeskunde, Band 67). Selbstverlag des Amtes für Landeskunde, Remagen 1952.
- Geographische Luftbildauswertung. 3. Geographisch-landeskundliche Luftbildauswertung. In: Emil Meynen (Hrsg.): Geographisches Taschenbuch und Jahrweiser zur Landeskunde 1953. Reise- und Verkehrsverlag, Stuttgart 1953, S. 489–498.
- Gesteinskarte und landeskundliche Darstellung. Ein Beispiel aus dem Bergischen Land. In: Emil Meynen (Hrsg.): Geographisches Taschenbuch und Jahrweiser zur Landeskunde 1953. Reise- und Verkehrsverlag, Stuttgart 1953, S. 499–501.
- Bodenabtrag und Erosion im südbergischen Bergland. Ein Beitrag zur Frage der Bodenzerstörung und der quantitativen Morphologie. In: Bundesanstalt für Landeskunde (Hrsg.): Berichte zur Deutschen Landeskunde. 12. Band, 2. Heft (Januar 1954), S. 277–292.
- Wesen und Intensität bäuerlichen Nebenerwerbs im bergischen Grünlandgebiet, am Beispiel des Rheinisch-Bergischen Kreises. In: Berichte über Landwirtschaft, ISSN 0005-9080, Neue Folge, Band 32 (1954), Heft 3, S. 395–424.
- Geologischer Bau. In: Harald Uhlig: Landkreis Kreuznach (= Zentralausschuss für deutsche Landeskunde (Hrsg.): Die Deutschen Landkreise. Die Landkreise in Rheinland-Pfalz, Band 1). Zechner, Speyer 1954.
- In: Handbuch der naturräumlichen Gliederung Deutschlands. 2. Lieferung, Selbstverlag der Bundesanstalt für Landeskunde, Remagen 1955, S. 137–145.[14]
- Die Eifel als Naturerscheinung. In: Eifelverein (Hrsg.): Die Eifel. Monatsschrift des Eifelvereins, ISSN 0176-8255, 51. Jahrgang, Nr. 11/12 (November/Dezember 1956), Köln 1956, S. 135–137.
- Mittelrheinische Landschaft. In: Bundesanstalt für Landeskunde (Hrsg.): Berichte zur Deutschen Landeskunde. 17. Band, 2. Heft (Dezember 1956), Selbstverlag der Bundesanstalt für Landeskunde, Remagen 1956, S. 167–171.
- Das Mittelrheintal als Naturerscheinung. Eine geographische Deutung. In: Bundesanstalt für Landeskunde (Hrsg.): Berichte zur Deutschen Landeskunde. 17. Band, 2. Heft (Dezember 1956), Selbstverlag der Bundesanstalt für Landeskunde, Remagen 1956, S. 171–176.
- Die Wandlungen der Landschaft auf den mittleren jonischen Inseln seit den Reisen von Joseph Partsch. In: Deutscher Geographentag Hamburg 1. August bis 5. August 1955. Tagungsbericht und wissenschaftliche Abhandlungen (= Verhandlungen des Deutschen Geographentages, Band 30). Steiner, Wiesbaden 1957, S. 397–406.
- In: Handbuch der naturräumlichen Gliederung Deutschlands. 4. und 5. Lieferung, Selbstverlag der Bundesanstalt für Landeskunde, Remagen 1957, S. 351–354, 356–364, 383–386, 392–396, 398–403, 416–431, 476–480.[15]
- Die Eifel als Naturraum. In: Bundesanstalt für Landeskunde (Hrsg.): Berichte zur Deutschen Landeskunde. 18. Band, 1. Heft (Februar 1957), Selbstverlag der Bundesanstalt für Landeskunde, Remagen 1957, S. 38–45.
- Der Siebengebirge-Rhein-Westerwald-Park. In: Naturschutzparke. Mitteilungen des Vereins Naturschutzpark e. V. Stuttgart. ISSN 0028-1018, Heft 10 (Herbst 1957), S. 316–321.
- Beiträge zur Morphologie der mittleren Jonischen Inseln. In: Annales géologiques des pays Helléniques, Band 8, Athen 1957, S. 1–28.
- Beiträge zur Morphologie und Geologie der Mittleren Ionischen Inseln. II. Beobachtungen auf Kephallinia. In: Annales géologiques des pays Helléniques, Band 9, Athen 1958, S. 73–89.
- Das Mittelrheingebiet und seine naturräumliche Gliederung. In: Bundesanstalt für Landeskunde (Hrsg.): Berichte zur Deutschen Landeskunde. 21. Band, 2. Heft (September 1958),  Selbstverlag der Bundesanstalt für Landeskunde, Remagen 1958, S. 193–233.
- Der Niederwesterwald und seine naturräumliche Gliederung. In: Bundesanstalt für Landeskunde (Hrsg.): Berichte zur Deutschen Landeskunde. 21. Band, 2. Heft (September 1958),  Selbstverlag der Bundesanstalt für Landeskunde, Remagen 1958, S. 233–246.
- Grundfragen zur naturräumlichen Gliederung am Mittelrhein. Eine baustilkritische Betrachtung als Beitrag zu einer naturgeographischen Gefügelehre. In: Bundesanstalt für Landeskunde (Hrsg.): Berichte zur Deutschen Landeskunde. 21. Band, 2. Heft (September 1958), Selbstverlag der Bundesanstalt für Landeskunde, Remagen 1958, S. 247–266.
- Die naturräumliche Gliederung am Mittelrhein. Selbstverlag der Bundesanstalt für Landeskunde, Remagen 1959. [Sonderdruck mit Vorwort der drei Aufsätze aus den Berichten zur Deutschen Landeskunde, 21. Band, 2. Heft]
- Katastrophe und Landschaft. Ein Beitrag zur Kulturlandschaftsforschung am Beispiel griechischer und deutscher Landschaft. In: Wirtschafts- und sozialgeographische Themen zur Landeskunde Deutschlands (Festschrift Theodor Kraus). Selbstverlag der Bundesanstalt für Landeskunde und Raumforschung, Bad Godesberg 1959, S. 95–124.
- Deutschland: Die Großregionen als naturräumliche Erscheinungen. In: Emil Meynen (Hrsg.): Geographisches Taschenbuch und Jahrweiser zur Landeskunde 1960/61. Franz Steiner Verlag, Wiesbaden 1960, S. 267–286.
- Die naturräumlichen Einheiten im Raume Saar-Nahe-Rhein. In: Institut für Landeskunde (Hrsg.): Berichte zur Deutschen Landeskunde. 25. Band, 1. Heft (Juni 1960), Selbstverlag der Bundesanstalt für Landeskunde und Raumforschung, Bad Godesberg 1960, S. 6–29.
- Das Landschaftsgefüge der Nieder- (Mosel-) und Hocheifel und des Oberen Mittelrheintals im Luftbild. In: Das Luftbild in seiner landschaftlichen Aussage. Referate und Beiträge einer Aussprache des Zentralausschusses für deutsche Landeskunde in Remagen am 28. Nov. 1958 (= Landeskundliche Luftbildauswertung im Mitteleuropäischen Raum, Heft 3). Selbstverlag der Bundesanstalt für Landeskunde und Raumforschung, Bad Godesberg 1960, S. 76–83.
- Die Abgrenzung der Kölner Bucht als geographisches Problem. In: Kurt Kayser, Theodor Kraus (Hrsg.): Köln und die Rheinlande. Festschrift zum 33. Deutschen Geographentag vom 22. bis 26. Mai 1961 in Köln, Franz Steiner Verlag, Wiesbaden 1961, S. 25–31.
- Betrachtungen zur naturräumlichen Gliederung. In: Institut für Landeskunde (Hrsg.): Berichte zur Deutschen Landeskunde. 28. Band, 2. Heft (März 1962), Selbstverlag der Bundesanstalt für Landeskunde und Raumforschung, Bad Godesberg 1962, S. 258–279.
- Institut für Landeskunde (Hrsg.); Heinrich Müller-Miny (Bearb.): Geographisch-landeskundliche Erläuterungen zur Topographischen Karte 1:50 000. Eine Beispielsammlung für Unterrichtszwecke landeskundlich und didaktisch erläutert. 1. Lieferung, Selbstverlag der Bundesanstalt für Landeskunde und Raumforschung, Bad Godesberg 1963.
- Institut für Landeskunde (Hrsg.); Karlheinz Paffen, Adolf Schüttler, Heinrich Müller-Miny (Bearb.): Die naturräumlichen Einheiten auf Blatt 108/109 Düsseldorf/Erkelenz (=Geographische Landesaufnahme 1:200.000. Naturräumliche Gliederung Deutschlands). Selbstverlag der Bundesanstalt für Landeskunde und Raumforschung, Bad Godesberg 1963, S. 18–21, 22–23, 23–24, 24–25.[16]
- Beiträge zur Morphologie und Geologie der Mittleren Ionischen Inseln. III. Beobachtungen auf Kephallinia und Zakynthos. In: Annales géologiques des pays Helléniques, Band 16, Athen 1965, S. 178–187.
- Die Topographische Karte 1:50 000 in der Erdkunde und im Erdkundeunterricht am Beispiel des Blattes Ahrweiler. In: Geographische Zeitschrift, 53. Jahrgang, Heft 2/3 (Mai 1965), Franz Steiner Verlag, Wiesbaden 1965, S. 171–187.
- (mit Mieke Brinkmann) Der Oberbergische Kreis (= Zentralausschuss für deutsche Landeskunde (Hrsg.): Die Deutschen Landkreise. Handbuch für Verwaltung, Wirtschaft und Kultur. Reihe A, Band 6). Wilhelm Stollfuss, Bonn 1965.
- Großregionen im westlichen Mitteleuropa als naturräumliche Einheiten im Kartenbild. In: Institut für Landeskunde (Hrsg.): Berichte zur Deutschen Landeskunde. 36. Band, 1. Heft (März 1966), Selbstverlag der Bundesanstalt für Landeskunde und Raumforschung, Bad Godesberg 1966, S. 89–94.
- Beitrag zur Auswertung der Tranchot-Müffling'schen Landesaufnahme rheinischer Gebiete. In: Rheinische Vierteljahresblätter, 31. Jahrgang (1966/1967), Heft 1, S. 389–400. (digitale-sammlungen.ulb.uni-bonn.de).
- Die Landschaftsdurchmusterung topographischer Karten am Beispiel der Blätter Gummersbach, Waldbröl und Bonn der topographischen Karte 1:50 000. In: Kartographische Nachrichten, 17. Jahrgang, Heft 3 (Juni 1967), S. 87–92.
- Das Ungleichmäßige auf den französischen Original-Kartenblättern der Kartenaufnahme der Rheinlande. In: Kartographische Nachrichten, 17. Jahrgang, Heft 5 (Oktober 1967), S. 168–176.
- Institut für Landeskunde (Hrsg.); Heinrich Müller-Miny, Martin Bürgener (Bearb.): Die naturräumlichen Einheiten auf Blatt 138 Koblenz (=Geographische Landesaufnahme 1:200.000. Naturräumliche Gliederung Deutschlands). Selbstverlag der Bundesforschungsanstalt für Landeskunde und Raumforschung, Bonn-Bad Godesberg 1971.
- (mit Karl Hermes) Der Rheinisch-Bergische Kreis (= Zentralausschuss für deutsche Landeskunde (Hrsg.): Die Deutschen Landkreise. Handbuch für Verwaltung, Wirtschaft und Kultur. Reihe A, Band 8). Wilhelm Stollfuss, Bonn 1974.
- Die Kartenaufnahme der Rheinlande durch Tranchot und v. Müffling 1801–1828. Teil 2: Das Gelände. Eine quellenkritische Untersuchung des Kartenwerks (= Erläuterungen zum geschichtlichen Atlas der Rheinlande, Band 10, Teil 2). Hanstein, Köln 1975, ISBN 3-7756-0506-1.
- Geographisch-landeskundliche Erläuterungen zur Tranchot-v. Müfflingschen Kartenaufnahme der Rheinlande 1801–1828 – mit Bezug auf die heutigen Blätter der Topographischen Karte 1:25 000. Eine Beispielsammlung von Kartenblättern dieser Aufnahme landeskundlich und didaktisch interpretiert (= Innenministerium des Landes Nordrhein-Westfalen: Nachrichten aus dem Öffentlichen Vermessungsdienst des Landes Nordrhein-Westfalen, 10. Jahrgang, Heft 2, Sonderheft, Dezember 1977). Druck und Vertrieb Landesvermessungsamt Nordrhein-Westfalen, Bonn-Bad Godesberg 1977, S. 83–114. (katastermodernisierung.nrw.de PDF).

## Herausgeberschaften
- (ab 1952) Landeskundliche Luftbildauswertung im mitteleuropäischen Raum. Bundesanstalt für Landeskunde und Raumforschung.
- (ab 1959) Handbuch der naturräumlichen Gliederung Deutschlands. Bundesanstalt für Landeskunde und Raumforschung.
- Erdkundliches Wissen. Bundesanstalt für Landeskunde und Raumforschung.